# John Willard Milnor
John Willard Milnor, ameriški matematik, * 20. februar 1931, Orange, New Jersey, ZDA.
Milnor je priznani matematik znan po svojem delu s področja diferencialne topologije, algebrske K-teorije in splošnih dinamičnih sistemov. Je ugledni profesor na Univerzi Stony Brook in eden štirih matematikov, ki so prejeli Fieldsovo medaljo, Wolfovo nagrado za matematiko in Abelovo nagrado (skupaj z Delignejem, Serrejem in Thompsonom).

## Zunaje povezave
- O'Connor, John Joseph; Robertson, Edmund Frederick, »John Willard Milnor«, Arhiv zgodovine matematike MacTutor (v angleščini), Univerza v St Andrewsu